# Euvespivora orientalis
Euvespivora orientalis là một loài ruồi trong họ Tachinidae.